# Sinsa-ui pumgyeok
Sinsa-ui pumgyeok (신사의 품격?), noto anche con il titolo internazionale A Gentleman's Dignity, è un drama coreano del 2012.

## Trama
Kim Do-jin ha sempre avuto successo con le ragazze, tuttavia all'improvviso si innamora di Seo Yi-soo, l'unica che sembra non cedere al suo fascino e che anzi risulta segretamente innamorata di un suo caro amico.